# Самоубийства в Гренландии
Самоубийства в Гренландии, автономной территории в составе Королевства Дания, являются важной национальной социальной проблемой. В Гренландии самый высокий уровень самоубийств в мире: отчёты за период с 1985 по 2012 год показали, что в среднем 83 человека на 100 000 ежегодно умирали от самоубийств.

Карта, показывающая количество суицидов по странам

Гренландия культурно и географически изолирована, а также является одной из самых холодных и малонаселённых стран в мире. Хотя известно, что подобные факторы способствуют возникновению проблем, связанных с самоубийствами, остаётся неясным, оказывают ли они прямое влияние на гренландские самоубийства и в какой степени. Однако было предпринято множество различных инициатив для снижения уровня самоубийств в стране, включая даже плакаты на обочинах дорог, и была разработана и введена в действие национальная стратегия предотвращения самоубийств, включающая курсы, общее образование, разъяснительную работу в местных сообществах и привлечение таких специалистов, как учителя, социальные работники и врачи.

## История
Уровень самоубийств в Гренландии начал расти в 1970-х годах и продолжал расти до 1986 года. В 1986 году самоубийства стали основной причиной смерти молодёжи в нескольких городах, таких как Сарфаннгуак. В 1970 году уровень самоубийств в Гренландии был исторически очень низким, но к 1990—1994 годам он стал одним из самых высоких в мире: 107 случаев самоубийства на 100 000 человек в год. Столь же стремительный рост числа самоубийств до очень высоких отметок наблюдался среди эскимосов в Канаде. Данные правительства Гренландии, опубликованные в 2010 году, свидетельствуют о том, что самоубийство происходило в стране почти каждую неделю.

## Частота и различия
Согласно данным о самоубийствах, опубликованным Статистическим управлением Гренландии, самоубийства составляют 8 % от общего числа смертей в Гренландии и являются основной причиной смерти среди молодых мужчин в возрасте 15-29 лет.
В статье, опубликованной в журнале BMC Psychiatry в 2009 году, сообщалось, что за 35-летний период исследования, с 1968 по 2002 год, в Гренландии произошло в общей сложности 1351 самоубийство. Исследование отметило значительные колебания уровня самоубийств в зависимости от сезона, характеризующиеся пиками в июне и спадами зимой. Повышение частоты самоубийств в летние месяцы было наиболее выражено в районах к северу от Полярного круга. Также наблюдались региональные различия: уровень самоубийств в северных частях западной Гренландии был выше, чем в южных.
Уровень самоубийств среди мужчин выше, чем среди женщин. Среди тех, кто умирает в результате самоубийства, бо́льшую часть составляют молодые мужчины в возрасте от 15 до 24 лет. В отличие от других западных стран, уровень самоубийств в Гренландии снижается с возрастом.

## Причины
Высокий уровень самоубийств в Гренландии обусловлен несколькими причинами, включая алкоголизм, депрессию, бедность, конфликтные отношения с супругом (супругой) и неблагополучные семьи. Согласно отчёту, опубликованному в 2009 году, уровень самоубийств в Гренландии увеличивается летом. Исследователи обвиняют в этом бессонницу, вызванную непрекращающимся дневным светом.
Также предполагается, что этому способствует культурное столкновение между традиционной культурой инуитов и современной западной культурой.

## Распространённые методы
В 95 % случаев самоубийств использовались насильственные методы. Наиболее распространёнными методами были повешение (46 %) и использование огнестрельного оружия (37 %); другие методы, такие как прыжки с высоты, порезы острыми предметами, утопление, передозировка лекарств и отравление, также использовались, но реже.

## Предотвращение самоубийств
Правительство Гренландии, а также международные и национальные организации предприняли усилия и инициативы по предотвращению самоубийств. Существуют ассоциации, которые оказывают поддержку людям, склонным к самоубийству. Меры включают размещение вдоль дорог плакатов с надписью: «Звонок бесплатный. Никто не одинок. Не оставайся наедине со своими мрачными мыслями. Позвони». Консультанты по суициду показывают фильмы, препятствующие подростковым попыткам самоубийства. Первая национальная стратегия предотвращения самоубийств была принята в 2005 году, за ней в 2013 году последовала другая. 